# Begonia eliassii
Espèce
Begonia eliassii est une espèce de plantes de la famille des Begoniaceae.
Elle a été décrite en 1891 par Otto Warburg (1859-1938).